# Doucier
Doucier é uma comuna francesa na região administrativa de Borgonha-Franco-Condado, no departamento de Jura. Estende-se por uma área de 12,52 km². Em 2010 a comuna tinha 323 habitantes (densidade: 25,8 hab./km²).